# Neocranaus
Neocranaus is een geslacht van hooiwagens uit de familie Cranaidae.
De wetenschappelijke naam Neocranaus is voor het eerst geldig gepubliceerd door Roewer in 1913. 

## Soorten
Neocranaus omvat de volgende 3 soorten:
- Neocranaus albiconspersus
- Neocranaus armatissimus
- Neocranaus dybasi